# Lijst van secretarissen-generaal van de Koreaanse Arbeiderspartij
De secretaris-generaal van de Koreaanse Arbeiderspartij is een zeer machtig persoon in Noord-Korea. Hieronder een lijst van de secretarissen-generaal sinds de onafhankelijkheid van Noord-Korea in 1948.

## Lijst van partijleiders
| Secretaris van het Noord-Korea Bureau van de Communistische Partij van Korea 조선공산당 북조선분국 비서        | Secretaris van het Noord-Korea Bureau van de Communistische Partij van Korea 조선공산당 북조선분국 비서 | Secretaris van het Noord-Korea Bureau van de Communistische Partij van Korea 조선공산당 북조선분국 비서 | Secretaris van het Noord-Korea Bureau van de Communistische Partij van Korea 조선공산당 북조선분국 비서 | Secretaris van het Noord-Korea Bureau van de Communistische Partij van Korea 조선공산당 북조선분국 비서 |
| Secretaris | Secretaris                                                                                              | Aanvang termijn                                                                                         | Einde termijn                                                                                           | Centraal Comité                                                                                         |
| --- | --- | --- | --- | --- |
| | Kim Jong-bom 김용범 1902–1947                                                                           | 13 oktober 1945                                                                                         | 18 december 1945                                                                                        | Uitvoerend Comité (1945–1946)                                                                           |
| | Kim Il-sung 김일성 1912–1994                                                                            | 18 december 1945                                                                                        | 10 april 1946                                                                                           | Uitvoerend Comité (1945–1946)                                                                           |
| Voorzitter van het Centraal Comité van de Communistische Partij van Noord-Korea 북조선공산당 중앙위원회 위원장 | | | | |
| Voorzitter | Voorzitter                                                                                              | Aanvang termijn                                                                                         | Einde termijn                                                                                           | Centraal Comité                                                                                         |
| | Kim Il-sung 김일성 1912–1994                                                                            | 10 april 1946                                                                                           | 30 augustus 1946                                                                                        | Centraal Comité (1946)                                                                                  |
| Voorzitter van het Centraal Comité van de Noord-Koreaanse Arbeiderspartij 북조선로동당 중앙위원회 위원장       | | | | |
| Voorzitter | Voorzitter                                                                                              | Aanvang termijn                                                                                         | Einde termijn                                                                                           | Centraal Comité                                                                                         |
| | Kim Tu-bong 김두봉 1889–1958                                                                            | 30 augustus 1946                                                                                        | 24 juni 1949                                                                                            | 1e Centraal Comité (1946–1949)                                                                          |
| 2e Centraal Comité (1949–1956)                                                                                 | Kim Tu-bong 김두봉 1889–1958                                                                            | 30 augustus 1946                                                                                        | 24 juni 1949                                                                                            | |
| Voorzitter van het Centraal Comité van de Koreaanse Arbeiderspartij 조선로동당 중앙위원회 위원장               | | | | |
| Voorzitter | Voorzitter                                                                                              | Took office                                                                                             | Left office                                                                                             | Centraal Comité                                                                                         |
| | Kim Il-sung 김일성 1912–1994                                                                            | 24 juni 1949                                                                                            | 12 oktober 1966                                                                                         | 2e Centraal Comité (1949–1956)                                                                          |
| 3e Centraal Comité (1956–1961)                                                                                 | Kim Il-sung 김일성 1912–1994                                                                            | 24 juni 1949                                                                                            | 12 oktober 1966                                                                                         | |
| 4e Centraal Comité (1961–1970)                                                                                 | Kim Il-sung 김일성 1912–1994                                                                            | 24 juni 1949                                                                                            | 12 oktober 1966                                                                                         | |
| Secretaris-generaal van het Centraal Comité van de Koreaanse Arbeiderspartij 조선로동당 중앙위원회 총비서      | | | | |
| Secretaris-generaal                                                                                            | Secretaris-generaal                                                                                     | Aanvang termijn                                                                                         | Einde termijn                                                                                           | Centraal Comité                                                                                         |
| | Kim Il-sung 김일성 1912–1994                                                                            | 12 oktober 1966                                                                                         | 8 juli 1994                                                                                             | 4e Centraal Comité (1961–1970)                                                                          |
| 5e Centraal Comité (1970–1980)                                                                                 | Kim Il-sung 김일성 1912–1994                                                                            | 12 oktober 1966                                                                                         | 8 juli 1994                                                                                             | |
| 6e Centraal Comité (1980–2016)                                                                                 | Kim Il-sung 김일성 1912–1994                                                                            | 12 oktober 1966                                                                                         | 8 juli 1994                                                                                             | |
| Vacant (8 juli 1994–8 oktober 1997)                                                                            | | | | |
| Secretaris-generaal van de Koreaanse Arbeiderspartij 조선로동당 총비서                                         | | | | |
| Secretaris-generaal                                                                                            | Secretaris-generaal                                                                                     | Aanvang termijn                                                                                         | Einde termijn                                                                                           | Centraal Comité                                                                                         |
| | Kim Jong-il 김정일 1941–2011                                                                            | 8 oktober 1997                                                                                          | 17 december 2011                                                                                        | 6e Centraal Comité (1980–2016)                                                                          |
| Vacant (17 december 2011–11 april 2012)                                                                        | | | | 6e Centraal Comité (1980–2016)                                                                          |
| Eerste secretaris van de Koreaanse Arbeiderspartij 조선로동당 제1비서                                          | | | | |
| Eerste secretaris                                                                                              | Eerste secretaris                                                                                       | Aanvang termijn                                                                                         | Einde termijn                                                                                           | Centraal Comité                                                                                         |
| | Kim Jong-un 김정은 1984                                                                                 | 11 april 2012                                                                                           | 9 mei 2016                                                                                              | 6e Centraal Comité (1980–2016)                                                                          |
| Voorzitter van de Koreaanse Arbeiderspartij 조선로동당 위원장                                                  | | | | |
| Voorzitter | Voorzitter                                                                                              | Aanvang termijn                                                                                         | Einde termijn                                                                                           | Centraal Comité                                                                                         |
| | Kim Jong-un 김정은 1984                                                                                 | 9 mei 2016                                                                                              | 10 januari 2021                                                                                         | 7e Centraal Comité (2016–2021)                                                                          |
| Secretaris-generaal van de Koreaanse Arbeiderspartij 조선로동당 총비서                                         | | | | |
| Secretaris-generaal                                                                                            | Secretaris-generaal                                                                                     | Aanvang termijn                                                                                         | Einde termijn                                                                                           | Centraal Comité                                                                                         |
| | Kim Jong-un 김정은 1984                                                                                 | 10 januari 2021                                                                                         | Heden                                                                                                   | 8e Centraal Comité (2021–heden)                                                                         |

## Voetnoten
Juche · Sŏn’gun ·
Congres (8e Congres) · Centraal Comité (8e Centraal Comité) · Secretariaat · Centrale Militaire Commissie · Centrale Controle Commissie · Politbureau (8e Politbureau) ·
Presidium van het Politbureau van de Koreaanse Arbeiderspartij (Leden) · Secretaris-generaal van de Koreaanse Arbeiderspartij (Lijst)